# シン・ドンヨプ
シン・ドンヨプ (申東燁、朝鮮語: 신동엽、1971年2月17日-) は、韓国のコメディアン、俳優、MCである。

## 経歴

### デビュー〜1999年
1991年、SBS特別採用コメディアンとしてデビュー後、SBSのギャグプログラム『笑い大好き』のコーナーで発した「アンニョンハシリョムニカ?」という流行語で、すぐに人気コメディアンの一人となる。以後、MBCのシチュエーションコメディ、『男3人女3人』の主演や、SBSのバラエティ番組、『私たちの嬉しい土曜日』のMCなどを務めて20代の若さでトップ級の人気芸能人となる。

### 大麻喫煙による活動停止〜2000年代前半
ところが、1999年12月、大麻喫煙と密輸の疑いでソウル中央地方検察庁に拘束され、罰金刑を受けることになり、放送活動を自粛することになる。翌年に放送復帰すると、MBCの『感嘆符(テレビ番組)』、KBS2TVの『ハッピー・トゥギャザー』などのバラエティ番組やSBSの教養番組、『TV動物農場』などの進行役、MCを担当し、復活に成功する。

### 2000年代後半〜現在に至るまで
しかし、2000年代後半に入り、ユ・ジェソクの『無限挑戦』(MBC、2005年〜2018年)や、カン・ホドンの『1泊2日』(KBS2TV、2007年〜現在、カン・ホドンの出演は2011年まで)をはじめとする、屋外での録画を主体にした集団MC体制のリアルバラエティが高視聴率を獲得するようになる。スタジオでのコントやトークショーにおけるワンマン進行に強みがあった彼は、集団MC体制を基本とするリアルバラエティのトレンドに適応できず、同年代のユ・ジェソク(1972年生まれ)やカン・ホドン(1970年生まれ)の後塵を拝すようになる。しかし、オーディション番組やトークショー、イベント司会、生放送といった、純粋な進行力が必要になる場面では彼の右に出るものはなく、『不朽の名曲2〜伝説を歌う〜』(KBS2TV、2011年〜現在)や、『対国民トークショー”アンニョンハセヨ”』(KBS2TV、2012年〜2019年)を次々とヒットさせてからは2度目の復活に成功し、現在に至るまで第2の全盛期を享受している。

### SM C&C退社
2023年7月、11年間所属したSM C&Cとの専属契約を終了したことが発表された。

## 主な出演番組
- 『私たちの嬉しい土曜日（朝鮮語版）』(SBS、1994年〜1999年)、MC
- 『男3人女3人（朝鮮語版）』(MBC、1996年〜1999年)、主演
- 『TV動物農場』(SBS、2001年〜現在)、進行役
- 『ハッピー・トゥギャザー』シーズン1、(KBS2TV、2001年〜2003年)、MC
- 『感嘆符(テレビ番組)（朝鮮語版）』(MBC、2001年〜2004年)、進行役
- 『キム・ヨナのキス＆クライ（朝鮮語版）』(SBS)、2011年)、MC
- 『不朽の名曲2〜伝説を歌う〜（朝鮮語版）』(KBS2TV、2011年〜現在)、MC
- 『対国民トークショー”アンニョンハセヨ”（朝鮮語版）』(KBS2TV、2012年〜2019年)、MC
- 『SNL KOREA』シーズン3〜シーズン9 (tvN、2012年〜2017年)、固定パネル、進行役
- 『魔女狩り〜男たちの女の話〜（朝鮮語版）』(JTBC、2013年〜2015年)、MC
- 『水曜美食会（朝鮮語版）』(tvN、2015年〜2019年)、MC
- 『醜い私たちの子（朝鮮語版）』(SBS、2016年〜現在)、MC
- 『驚きの土曜日（朝鮮語版）』(tvN、2018年〜現在)、固定パネル
- 『ココだけの際どい話: 日本編』（原題：성+인물: 일본 편／英題：Risqué Business: Japan）（2023年4月25日、Netflix）MC[7]

## 人物
- ビリヤードが非常に得意なことで知られる。『アンニョンハセヨ（朝鮮語版）』の番組内で、ビリヤードに過度に依存した一般人出演者とスリークッションでゲームを行い、見事勝利を収めた経験を持つ。また、ソウル芸術専門大学時代の同窓生で、親友のアン・ジェウクは、tvNのテレビ番組、『人生酒場（朝鮮語版）』の中で、「ドンヨプがビリヤードで稼いだ2、3万ウォンで焼酎のボトルを何本か開けた」と語っている[8]。
- 実の兄が聴覚障害者であり、そのことから手話をマスターしている[9]。こうした経験からか、『アンニョンハセヨ（朝鮮語版）』の他、自らが進行を務める番組では、障害を抱える人々や社会的偏見を抱える人々に対し、好意的な目線をもって接する傾向が強い[10]。
- 2012年にKBS系列のケーブルテレビ局、KBS N（朝鮮語版）で放送された17人のMtF (男性から女性へと性転換したトランスジェンダー) 女性たちをゲストに迎えるトークショー『XYな彼女』を、ゲイであることで知られるタレントのホン・ソクチョン（朝鮮語版）と共同で司会を担当した。しかし、第1回放送後、番組の廃止を求める批判の書き込みが視聴者掲示板に殺到した上、一部の視聴者が番組の初放送日に放送中止を求めるデモを起こした。さらには、一部視聴者はKBS本館前や、KBS N（朝鮮語版）放送センター前でKBSに反対する国民大会や記者会見の開催を主導して、批判世論の形成を促すなどの大衆扇動を企図した。このような事態を受け、KBSは『XYな彼女』の放送中止の決断をやむなく下し[11]、第2回以降の放送はお蔵入りになった。
- シットコム「男3人女3人」で親しくなったホン・ソクチョンが同性愛者カミングアウトをした後にも彼と仲良くして、当然性少数者の権利も擁護している。
- 2000年代半ばユ・ジェソクなど大物級放送人を迎え、企画会社を設立したが、数年安家会社が買収合併された。
- 韓国では「下ネタの帝王」、「セクシージョークの皇太子」と称されるほど、テレビ番組での下ネタトークが有名な人物である[12]。下ネタが好き？、とテレビ番組のインタビューで質問されたソ・イングクは、彼らについて、「絶対勝てない。彼らに比べたら僕は赤ちゃん」と評価している[13]。ただエッチな話は上手だが基本的に礼儀が正しくマナーあるスタイルなので多くの女性たちも拒否感を持たない好感度が高い方の芸能人だ。
- 好感度が高いタレントの一人であり、2019年度の韓国ギャラップの調査「好きなコメディアン・タレント」調査では4位にランクインしている[14]。